# Cote de Pablo

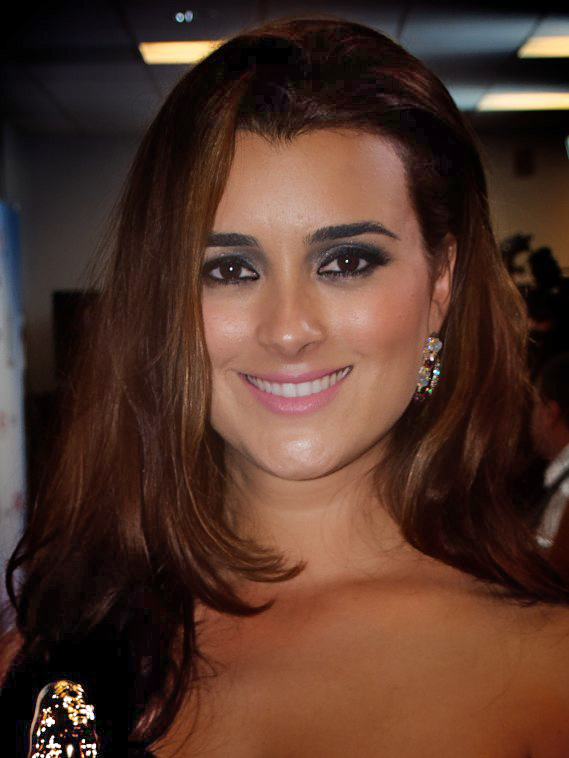
Cote de Pablo

María José de Pablo Fernández, thường được biết đến với biệt danh Cote de Pablo (sinh ngày 12 tháng 11 năm 1979) là một diễn viên, ca sĩ được yêu thích có hai quốc tịch Chile và Hoa Kỳ. Cô trở nên nổi tiếng sau khi thủ vai Ziva David của bộ phim tội phạm của CBS NCIS được trình chiếu vào năm 2005. Cô bắt đầu gây dựng sự nổi tiếng sau khi cô trở thành một người dẫn chương trình cùng với Carlos Ponce trong một chương trình trò chuyện trên truyền hình có tên Control. Cô giữ vai trò đó trong hai năm 1994 và 1995, trên Univision Network. Sau đó, cô trải qua một vai trò khách mời nhỏ trong các chương trình như The Education of Max Bickford và All My Children. Sau khi xuất hiện trong những vai trò nhỏ trên các chương trình truyền hình, cô xuất hiện trong một vai diễn đáng chú ý trong loạt phim NCIS, một loạt phim điều tra hình sự. Loạt phim là một thành công lớn, trở thành một trong những chương trình đáng xem nhất tại Hoa Kỳ. Vì khả năng diễn xuất sắc của mình, cô đã thắng giải thưởng ALMA trong năm 2011. Vai diễn mới nhất của cô là trong loạt phim The Dovekeepers khi cô diễn vai chính. Bộ phim dựa trên một cuốn sách bởi nhà văn được ưa thích người Mỹ Alice Hoffman. Cote cũng là một ca sĩ khi thể hiện một ca khúc cho một trò chơi video được ưa thích mang tên TOCA Race Driver, được phát hành vào năm 2002.

## Thời thơ ấu
María José de Pablo Fernández sinh ngày 12 tháng 11 năm 1979, tại Santiago, Chile. Cô là con gái của Francisco de Pablo và Mario Olga Fernández. Ngoài cô ra, cha mẹ cô còn có hai người con nữa. Khi Cote được 10 tuổi, mẹ của cô đã có công việc tại Telemundo, một kênh truyền hinh. Điều này đã khiến cho gia đình phải chuyển đến Miami ở Hoa Kỳ. Cote bắt đầu công việc trong công nghiệp giải trí khi cô mới chỉ có 15 tuổi. Cô là người đồng dẫn cho một số tập của chương trình Control cùng với Carlos Ponce. Chương trình này được phát trên Univision.
Cô đã học tại Trường Trung học Arvida và sau đó là New World School of the Arts. Ở đó cô học về sân khấu nhạc kịch. Cô tốt nghiệp vào năm 2000 từ Đại học Carnegie Mellon ở Pittsburgh, Pennsylvania với bằng Cử nhân Mỹ thuật về Sân khấu Điện ảnh. Khi học ở Carnegie Mellon, cô xuất hiện trong một vài vở kịch như The House of Bernarda Alba, Cloud Tectonics và The Fantasticks.

## Sự nghiệp
Sau khi tốt nghiệp, Cote đã rời đến Thành phố New York, nơi ban đầu cô phải tự lo cho chính mình bằng việc làm bồi bàn. Cô bắt đầu thực hiện các vai diễn nhỏ tại New York City Public Theater trong các quảng cáo và những vai diễn nhỏ trong một số bộ phim truyền hình như All My Children và The Education of Max Bickford.
Cô bắt đầu một vai diễn đáng chú ý, Marguerite Cisneros, trong The Jury, một bộ phim dài tập trên truyền hình của Hoa Kỳ bắt đầu được công chiếu vào năm 2004 trên Fox Television Network. Sau đó, vào năm 2005, cô bắt đầu xuất hiện trong NCIS, một bộ phim nhiều tập trên CBS. Cô diễn vai cảnh sát Ziva David, vai diễn đã giúp cô đoạt giải thưởng vào năm 2011. Vào năm 2015, cô xuất hiện trong một bộ phim tiểu sử do Hoa Kỳ và Chile hợp tác sản xuất có tên The 33 khi cô đóng một vai phụ. Bộ phim đạt thành tích nghèo nàn về thương mại trên Bắc Mỹ, chỉ thu được 5.8 triệu dollar Mỹ trong dịp cuối tuần phát đầu tiên của nó. Tuy nhiên, tại Chile, bô phim đã thành công, trở thành bộ phim đạt doanh thu lớn thứ hai của Chile.
Vai trò mới nhất của Cote là trong bộ phim The Dovekeepers, một sự phỏng theo cuốn sách cùng tên của Alice Hoffman. Bộ phim được công diễn lần đầu tiên tại Hoa Kỳ vào ngày 31 tháng 5 năm 2015 tại CBS, đã nhận được phản hồi tích cực từ giới phê bình. Cote xuất hiện cùng với các diễn viên nam được yêu thích như Rachel Brosnahan, Diego Boneta và Mido Hamada.
Vai diễn của Cote trong The Jury, một bộ phim nhiều tập của Hoa Kỳ, trở thành điểm nhấn đáng chú ý đầu tiên trong sự nghiệp của cô. Bộ phim bắt đầu được trình chiếu tại Fox vào năm 2004. Cô thể hiện vai diễn Marguerite Cisneros. Bộ phim tập trung nói về một trường hợp tội phạm được cân nhắc bởi một hội thẩm đoàn gồm 12 người. Bộ phim gồm các ngôi sao như Billy Burke, Adam Busch, và Anna Friel.
Bộ phim của Pablo có tên NCIS là một bộ phim truyền hình nhiều tập về hình sự được yêu thích của Hoa Kỳ được trình chiếu trên CBS, khi cô thể hiện vai điệp viên đặc biệt Ziva David, có thể coi là vai diễn quan trọng nhất trong sự nghiệp của cô. Bộ phim gồm có nhiều diễn viên nam được ưa thích như Hark Harmon, Sasha Alexander, Michael Weatherly, và Pauley Perrette. Bộ phim là một cú hích lớn và sớm được bình chọn chương trình truyền hình được yêu thích nhất của Hoa Kỳ. Nó nhận được nhiều giải thưởng và đề cử như Giải thưởng ALMA, Giải thưởng Emmy và Peoples Choice Awards.
Cote cũng xuất hiện trong một vai phụ của bộ phim hành động Hoa Kỳ The Last Rites of Ransom Pride. Bộ phim gồm các ngôi sao như Lizzy Caplan, Dwight Yokam, Jon Foster, Jason Priestley, và W. Earl Brown. Câu chuyện của phim tập trung vào Juliette Flowers, được thể hiện bởi Lizzy Catlan, đang trong nhiệm vụ tìm ra di sản của tình nhân tên Ransom Pride. Cuối cùng, nhân vật chính hoàn thành nhiệm vụ của mình.
Một trong những vai diễn mới nhất và đáng chú ý nhất của Cote là trong The 33. Đạo diễn của bộ phim này là Patricia Riggen, bao gồm các diễn viên nam như Antonio Banderas, Rodrigo Santoro, Juliette Binoche, James Brolin, và Lou Diamond Phillips. Bộ phim này dựa trên một câu chuyện có thật về một nhóm gồm 33 công nhân mỏ đã bị giam trong một cái mỏ trong hơn 2 tháng.

## Giải thưởng
Cote được đề cử vào một số giải thưởng như:
- Giải thưởng Imagen cho Nữ diễn viên Phụ Xuất sắc nhất, trong phim NCIS (2006)
- Giải thưởng ALMA cho Nữ diễn viên Nổi bật trong một Phim Truyền hình nhiều tập, trong phim NCIS (2008)

Cô đã giành được Giải thưởng ALMA cho Nữ diễn viên Truyền hình Được yêu thích nhất, Vai diễn Dẫn dắt trong một bộ Phim, cho sự thể hiện xuất sắc tron NCIS vào năm 2011.

## Đời tư
Cote có một mối quan hệ với một diễn viên nổi tiếng tên Diego Serrano. Tuy nhiên, họ chia tay vào năm 2015. Giờ cô vẫn độc thân. Cô hiện nay đang sống tại Los Angeles.
Cô đã bị chấn thương nhiều lần khi chơi kickboxing trong những cảnh phim chiến đấu của NCIS.